# Hydrotaea arnaudi
Hydrotaea arnaudi este o specie de muște din genul Hydrotaea, familia Muscidae, descrisă de Zielke în anul 1974.
Este endemică în Kenya. Conform Catalogue of Life specia Hydrotaea arnaudi nu are subspecii cunoscute.